# Geri Çipi
Geri Çipi (* 28. Februar 1976 in Vlora) ist  ein ehemaliger albanischer Fußballspieler, der in der Saison 2003/04 in Deutschland spielte. Er spielte in der Abwehr.
Geri Çipi begann seine Karriere in seiner Heimatstadt bei Flamurtari Vlora. Im Januar 1999 wechselte er zu NK Maribor nach Slowenien. 2000 wechselte Çipi nach Belgien zu KAA Gent. 2003 verpflichtete ihn Eintracht Frankfurt. Nach nur einem halben Jahr wechselte er jedoch zu Rot-Weiß Oberhausen in die 2. Bundesliga und im Sommer 2004 zurück in seine Heimat zu SK Tirana.
Çipi spielte insgesamt 34 Mal für die albanische Nationalmannschaft, u. a. in den Qualifikationen für die EURO 2004 und zur WM 2006.

## Karriereübersicht
- KS Flamurtari Vlora (1994–1998)
- NK Maribor (1999–2000)
- KAA Gent (2000–2003)
- Eintracht Frankfurt (2003)
- Rot-Weiß Oberhausen (2004)
- SK Tirana (2004–2007)

## Erfolge
- Slowenischer Meister: 1999, 2000
- Albanischer Meister: 2005, 2007
- Albanischer Pokalsieger 2006
- Albanischer Superpokalsieger 2005, 2006, 2007